# Oserdów
Oserdów [pronunciación en polaco: /ɔˈsɛrduf/] es una aldea en el distrito administrativo de Gmina Ulhówek, dentro del condado de Tomaszów Lubelski, voivodato de Lublin, en el este de Polonia, cerca de la frontera con Ucrania. Se encuentra a unos 15 kilómetros este de Ulhówek, 41 kilómetros este de Tomaszów Lubelski, y 136 kilómetros al sureste de la capital regional Lublin. El pueblo está situado en la región histórica de Galicia.
El pueblo tiene una población de 21 habitantes.